# Nikołaj Skoblin
Nikołaj Władimirowicz Skoblin (ur. 9 czerwca 1893 w Niżynie, zm. prawdopodobnie 1938) – generał major Białej Armii.

## Życiorys
Rozpoczął naukę w Czugujewskiej Szkole Wojskowej w Czuhujewie, którą w związku z wybuchem I wojny światowej ukończył w trybie przyśpieszonym w stopniu chorążego. W armii rosyjskiej dosłużył się stopnia sztabskapitana.
W czasie wojny domowej dowodził w latach 1918-1919, pułkami uderzeniowymi gen. Ławra Korniłowa, brygadą 1919, dywizją 1919–1920. Mianowany na stopień generała majora 26 marca 1920 w Armii Rosyjskiej Piotra Wrangla. 
Po klęsce Białych udał się na emigrację. Na emigracji został agentem NKWD. Razem z żoną Nadieżdą Plewicką uczestniczył w porwaniu szefa Rosyjskiego Związku Ogólnowojskowego (ROWS), gen. Jewgienija Millera. Miller udając się na umówione przez Skoblina spotkanie z rzekomymi oficerami niemieckiego ataszatu wojskowego i podejrzewając pułapkę – pozostawił współpracownikom szczegółową notatkę. W konsekwencji fakt porwania został ujawniony, a Skoblin zdemaskowany jako agent INO NKWD. Skoblin odegrał prawdopodobnie uprzednio istotną rolę w preparowaniu sprawy marszałka Tuchaczewskiego.
Skoblin planował samodzielnie lub wspólnie z INO NKWD zajęcie stanowiska Millera w ROWS. Po zdemaskowaniu zbiegł, przedostał się do Hiszpanii, jego dalsze losy pozostają nieznane – prawdopodobnie został w Hiszpanii zlikwidowany przez NKWD. Według Pawła Sudopłatowa został najprawdopodobniej zabity na pokładzie samolotu, którym NKWD wywoziło go z Francji do Hiszpanii, a ciało wyrzucono za burtę. W oficjalnej wersji, we wspomnieniach, Sudopłatow pisze o śmierci podczas nalotu frankistów na Barcelonę w rok później.

## Odznaczenia
- Order Świętego Jerzego IV klasy
- Order św. Mikołaja Cudotwórcy
- Znak 1 Kubańskiego (Zimowego) Pochodu